# Odontosciara pubericornis
Odontosciara pubericornis är en tvåvingeart som beskrevs av Edwards 1928. Odontosciara pubericornis ingår i släktet Odontosciara och familjen sorgmyggor. Inga underarter finns listade i Catalogue of Life.